# Igre gladi (serijal)
Igre gladi (eng. The Hunger Games Universe) serijal sastavljen je od znanstvenofantastičnih distopijskih avanturističkih filmova, temeljenih na trilogiji romana Igre gladi američke spisateljice Suzanne Collins. Prva tri romana dio su trilogije koja prati glavnu junakinju tinejdžericu Katniss Everdeen, a četvrta knjiga je prethodnik koji se odvija 64 godine prije originala.
Filmove distribuira Lionsgate, a producenti su Nina Jacobson i Jon Kilik. Serija ima glumačku postavu uključujući Jennifer Lawrence kao Katniss Everdeen, Josha Hutchersona kao Peetu Mellark, Liama Hemswortha kao Gale Hawthorne, Woodyja Harrelsona kao Haymitcha Abernathyja, Elizabeth Banks kao Effie Trinket, Stanleyja Tuccija kao Caesara Flickermana i Donalda Sutherlanda kao predsjednika Snowa. 
Prva tri filma postavila su razne rekorde na blagajnama. Igre gladi (2012.) postavile su rekorde za dan otvaranja i najveći vikend otvaranja za originalni IP. Plamen (2013.) postavio je rekord za najveći vikend otvaranja u studenom. Šojka rugalica - 1. dio(2014.) imao je najveći dan otvaranja 2014.

## Radnja
Trilogija Igre gladi odvija se u neodređenom budućem vremenu, u distopijskoj, postapokaliptičnoj naciji Panem, koja se nalazi u Sjevernoj Americi. Zemlja se sastoji od bogatog grada Kapitol, smještenog u Stjenovitim planinama, okruženog s dvanaest (prvobitno trinaest) siromašnijih okruga kojima vlada sami Kapitol. Kapitol je raskošno bogat i tehnološki napredan, ali četvrti su u različitim stanjima siromaštva. Pripovjedačica i protagonistica trilogije, Katniss Everdeen, živi u okrugu 12, najsiromašnijoj regiji Panem, koja se nalazi u Appalachia, gdje ljudi redovito umiru od gladi. Kao kaznu za prošlu pobunu protiv Kapitola (nazvanu "Mračni dani"), u kojoj je Distrikt 13 uništen, po jedan dječak i jedna djevojčica iz svakog od dvanaest preostalih okruga, između 12 i 18 godina, biraju se lutrijom natjecati se na godišnjem izboru pod nazivom Igre gladi. Igre su televizijski događaj u kojem su sudionici, zvani "počasti", prisiljeni boriti se do smrti u opasnoj javnoj areni. Jedini pobjednik i njihov rodni okrug tada su nagrađeni hranom, zalihama i bogatstvom. Svrha Igara gladi je pružiti zabavu Kapitolu i podsjetiti okruge na moć Kapitola i nedostatak kajanja ili oprosta za neuspjelu pobunu predaka sadašnjih konkurenata.

## Romani
| Ime knjige             | Izvoreni naziv                     | Datum izlaska u SAD-u | Pisac           |
| ---------------------- | ---------------------------------- | --------------------- | --------------- |
| Igre gladi             | The Hunger Games                   | 14. rujna 2008.       | Suzanne Collins |
| Plamen                 | Catching Fire                      | 1. rujna 2009.        | Suzanne Collins |
| Šojka rugalica         | Mockingjay                         | 24. kolovoza 2010.    | Suzanne Collins |
| Balada pjevica i zmija | The Ballad of Songbirds and Snakes | 19. svibnja 2020.     | Suzanne Collins |

## Filmovi
| Ime Filma                           | Izvoreni naziv                                       | Datum izlaska u SAD-u | Redatelj         | Scenarist(i)                           | Adaptacija                             | Producent(i)                 |
| ----------------------------------- | ---------------------------------------------------- | --------------------- | ---------------- | -------------------------------------- | -------------------------------------- | ---------------------------- |
| Igre gladi                          | The Hunger Games                                     | 23. ožujka 2012.      | Gary Ross        | Gary Ross, Billy Ray i Suzanne Collins | Gary Ross, Billy Ray i Suzanne Collins | Jon Kilik & Nina Jacobson    |
| Igre gladi: Plamen                  | The Hunger Games: Catching Fire                      | 22. studenoga 2013.   | Francis Lawrence | Simon Beaufoy i Michael deBruyn        | Simon Beaufoy i Michael deBruyn        | Jon Kilik & Nina Jacobson    |
| Igre gladi: Šojka rugalica – 1. dio | The Hunger Games: Mockingjay - Part 1                | 21. studenoga 2014.   | Francis Lawrence | Peter Craig i Danny Strong             | Suzanne Collins                        | Jon Kilik & Nina Jacobson    |
| Igre gladi: Šojka rugalica – 2. dio | The Hunger Games: Mockingjay - Part 2                | 20. studenoga 2015.   | Francis Lawrence | Peter Craig i Danny Strong             | Suzanne Collins                        | Jon Kilik & Nina Jacobson    |
| Igre gladi: Balada pjevica i zmija  | The Hunger Games: The Ballad of Songbirds and Snakes | 17. studenoga 2023.   | Francis Lawrence | Michael Lesslie i Michael Arndt        | Suzanne Collins                        | Brad Simpson i Nina Jacobson |

## Redoslijed radnje
| Naziv knjige / filma | Naziv knjige / filma                |
| -------------------- | ----------------------------------- |
| 1                    | Igre gladi: Balada pjevica i zmija  |
| 2                    | Igre gladi                          |
| 3                    | Igre gladi: Plamen                  |
| 4                    | Igre gladi: Šojka rugalica – 1. dio |
| 5                    | Igre gladi: Šojka rugalica – 2. dio |

## Ponavljajući glumci i likovi
Ova tablica sadrži popis likova koji se pojavljuju više od dva filma u serijalu. 
| Lik                          | Filmpvo           | Filmpvo                | Filmpvo                             | Filmpvo                             | Filmpvo                            |
| Lik                          | Igre gladi        | Igre gladi: Plamen     | Igre gladi: Šojka rugalica – 1. dio | Igre gladi: Šojka rugalica – 2. dio | Igre gladi: Balada pjevica i zmija |
| Lik                          | 2012              | 2013                   | 2014                                | 2015                                | 2023                               |
| ---------------------------- | ----------------- | ---------------------- | ----------------------------------- | ----------------------------------- | ---------------------------------- |
| Predsjednik Coriolanus Snow  | Donald Sutherland | Donald Sutherland      | Donald Sutherland                   | Donald Sutherland                   | Tom Blyth                          |
| Katniss Everdeen             | Jennifer Lawrence | Jennifer Lawrence      | Jennifer Lawrence                   | Jennifer Lawrence                   |                                    |
| Peeta Mellark                | Josh Hutcherson   | Josh Hutcherson        | Josh Hutcherson                     | Josh Hutcherson                     |                                    |
| Gale Hawthorne               | Liam Hemsworth    | Liam Hemsworth         | Liam Hemsworth                      | Liam Hemsworth                      |                                    |
| Haymitch Abernathy           | Woody Harrelson   | Woody Harrelson        | Woody Harrelson                     | Woody Harrelson                     |                                    |
| Effie Trinket                | Elizabeth Banks   | Elizabeth Banks        | Elizabeth Banks                     | Elizabeth Banks                     |                                    |
| Caesar Flickerman            | Stanley Tucci     | Stanley Tucci          | Stanley Tucci                       | Stanley Tucci                       |                                    |
| Primrose Everdeen            | Willow Shields    | Willow Shields         | Willow Shields                      | Willow Shields                      |                                    |
| Mrs. Everdeen                | Paula Malcomson   | Paula Malcomson        | Paula Malcomson                     | Paula Malcomson                     |                                    |
| Cinna                        | Lenny Kravitz     | Lenny Kravitz          |                                     |                                     |                                    |
| Plutarch Heavensbee          |                   | Philip Seymour Hoffman | Philip Seymour Hoffman              | Philip Seymour Hoffman              |                                    |
| Beetee Latier                |                   | Jeffrey Wright         | Jeffrey Wright                      | Jeffrey Wright                      |                                    |
| Finnick Odair                |                   | Sam Claflin            | Sam Claflin                         | Sam Claflin                         |                                    |
| Johanna Mason                |                   | Jena Malone            | Jena Malone                         | Jena Malone                         |                                    |
| Annie Cresta                 |                   | Stef Dawson            | Stef Dawson                         | Stef Dawson                         |                                    |
| President Alma Coin          |                   |                        | Julianne Moore                      | Julianne Moore                      |                                    |
| Boggs                        |                   |                        | Mahershala Ali                      | Mahershala Ali                      |                                    |
| Cressida                     |                   |                        | Natalie Dormer                      | Natalie Dormer                      |                                    |
| Messalla                     |                   |                        | Evan Ross                           | Evan Ross                           |                                    |
| Castor                       |                   |                        | Wes Chatham                         | Wes Chatham                         |                                    |
| Pollux                       |                   |                        | Elden Henson                        | Elden Henson                        |                                    |
| Commander Paylor             |                   |                        | Patina Miller                       | Patina Miller                       |                                    |
| Tigris Snow                  |                   |                        |                                     | Eugenie Bondurant                   | Hunter Schafer                     |
| Lucy Gray Baird              |                   |                        |                                     |                                     | Rachel Zegler                      |
| Sejanus Plinth               |                   |                        |                                     |                                     | Josh Andres Rivera                 |
| Lucretius "Lucky" Flickerman |                   |                        |                                     |                                     | Jason Schwartzman                  |
| Commander Hoff               |                   |                        |                                     |                                     | Burn Gorman                        |
| Dean Highbottom              |                   |                        |                                     |                                     | Peter Dinklage                     |
| Dr. Volumnia Gaul            |                   |                        |                                     |                                     | Viola Davis                        |

## Vanjske poveznice
- Službena stranica